# 문학그룹샘문
문학그룹샘문은 한용운문학상, 한국문학상, 한용운전국시낭송대회등을 주최하는 대한민국의 문학 단체이다.
1. ↑  https://www.sejungilbo.com/news/articleView.html?idxno=40037
2. ↑  https://www.joongboo.com/news/articleView.html?idxno=363566296